# 26168 Канайкійотака
26168 Канайкійотака (26168 Kanaikiyotaka) — астероїд головного поясу, відкритий 24 листопада 1995 року.
Тіссеранів параметр щодо Юпітера — 3,618.